# Безаз, Мусса
Мусса Безаз (фр. Moussa Bezaz, араб. موسى بزاز‎, 30 декабря 1957, Грарем, Французский Алжир) — французский и алжирский футболист. После завершения карьеры работал тренером.

## Карьера
В качестве футболиста выступал на позиции защитника. Несколько лет провел в «Сошо», в составе которого он становился призером чемпионата страны. Вызывался в молодежную сборную Франции.
После завершения карьеры Безаз стал работать тренером. Несколько лет он возглавлял команды из низших французских лиг. По ходу 2002 года был главным тренером «Нанси». С начала июля 2009 г. по конец июня 2011 г. руководил сборной Палестины. Позднее Безаз входил в тренерский штаб сборной Ливана и тренировал молодежную сборную Бахрейна. С 2016 года работает скаутом во французском «Бордо».

## Достижения
- Вице-чемпион Франции (1): 1979/80.